# Exidmonea zagorseki
Exidmonea zagorseki is een mosdiertjessoort uit de familie van de Tubuliporidae. De wetenschappelijke naam van de soort is voor het eerst geldig gepubliceerd in 2009 door Ramalho, Muricy & Taylor.